# Limeux (Cher)
Limeux is een gemeente in het Franse departement Cher (regio Centre-Val de Loire) en telt 149 inwoners (2004). De plaats maakt deel uit van het arrondissement Vierzon.

## Geografie
De oppervlakte van Limeux bedraagt 13,2 km², de bevolkingsdichtheid is 11,3 inwoners per km².
De onderstaande kaart toont de ligging van Limeux (Cher) met de belangrijkste infrastructuur en aangrenzende gemeenten.

## Demografie
Onderstaande figuur toont het verloop van het inwonertal (bron: INSEE-tellingen).